# 拉吉夫卡
51°11′49″N 29°26′0″E / 51.19694°N 29.43333°E
拉希夫卡（烏克蘭語：Рагівка）是位於烏克蘭北部的村莊，由基辅州维什霍罗德区的克拉斯亞蒂奇市鎮負責管轄。該村始建於1834年，面積9平方公里，海拔高度137米，2001年人口531，人口密度每平方公里59人。